# Csedő Károly
Csedő Károly (Csíktaploca, 1930. május 6. –) romániai magyar gyógyszerész, egyetemi tanár, szakíró. 2007-től a Magyar Tudományos Akadémia Kolozsvári Akadémiai Bizottságának tagja.

## Életpályája
1930-ban született Csíktapolcán. 1949-ben érettségizett a Csíkszeredai Segítő Mária Főgimnáziumban, majd 1953-ban gyógyszerészi oklevelet szerzett a Marosvásárhelyi Orvostudományi és Gyógyszerészeti Intézet Gyógyszerésztudományi Karán, azóta is az egyetemen dolgozik és kutat. Kopp Elemér professzor mellett volt tanársegéd.Doktori értekezését a paprika gyógyászati hatóanyagairól 1962-ben védte meg. Szak- és ismeretterjesztő tanulmányait a növényi hatóanyagkutatás (paprika, boróka, mák, mogyoró, festő rekettye), valamint a gyógynövény-értékesítés és az etnobotanika tárgyköréből magyar, román, német nyelven az Orvosi Szemle, Revista Medicală, Farmacia, Die Pharmazie, Note Botanice számaiban és gyűjteményes kötetekben közölte.
1964-ben lett a gyógyszerésztudományok doktora, dolgozott az egyetemen adjunktusként, előadótanárként, 1990-től pedig a Farmakognóziai (Gyógynövény- és Drogismeret) és Fitoterápiai tanszékének vezetője, a Gyógyszerésztudományi Kar dékánja volt.
2000-től nyugalmazott doktorátusvezető professzor. 2004-ben professor excellence, 2005-ben professor emeritus kitüntetést kapott. 2007-től a Magyar Tudományos Akadémia Kolozsvári Akadémiai Bizottságának tagja.
Több mint 80 tudományos dolgozat és 8 szakkönyv főszerzője, 200 dolgozat és öt szakkönyv társszerzője; nevéhez kapcsolódik több találmány és újítás. Több tudományos társaság tagja és sok szakmai és tudományos kitüntetés birtokosa.
Több román és magyar nyelvű gyógyszerészeti tankönyv munkatársa, szerkesztésében jelent meg a Hargita megye gyógy- és fűszernövényei (Csíkszereda 1980) c. kétnyelvű kötet.
80. születésnapja alkalmából 2010. május 7-én ünnepi előadó ülést szerveztek a Marosvásárhelyi Orvosi és Gyógyszerészeti Egyetemen a Magyar Gyógyszerésztudományi Társaság Gyógynövény Szakosztálya, az MTA Szegedi Akadémiai Bizottságának Gyógyszerésztudományi Szakbizottsága és az MTA Magyar Tudományosság Külföldön Elnöki Bizottsága támogatásával.[1]

## Főbb kutatási területek
- 1953–1962 alkaloidatartalmú növények (Papaver somniferum, Capsicum annuum) fitokémiai vizsgálata, beltartalmi anyagok kimutatása és mennyiségi meghatározása
- 1962–1970 A Romániai gyógynövényállomány mennyiségi és minőségi felmérése Hargita, Kovászna, Maros, Beszterce-Naszód, Sió-völgye, Brassó, Szatmár megyében, a Fogarasi-medencében és Dél-Dobrudzsában. A Keleti- és Déli Kárpátok (Priszlop hágótól a Kazán szorosig) Juniperus (boróka) fajainak földrajzi elterjedésének felmérése és illóolajtartalmának meghatározása. Népgyógyászati adatok gyűjtése és azok hatásának ellenőrzése
- 1970–1972 Furokumarinok izolálása és szerkezetének megállapítása a Rutaceae család növényeiben
- 1973–1975 Illóolaj-komponensek izolálása és meghatározása gázkromatográfia és spektrográfia segítségével
- 1975–1989 Polifenoloid-vegyületek kivonása és azokból alumínium és cink-polifenolátok előállítása, valamint bőrgyógyászati és kozmetikai szerek kifejlesztése.
- 1990–1999 Grindelia, Corylus, Ulmaria, Morus hatóanyagainak izolálása. A gyógynövények ásványanyag tartalmának meghatározása (Calendula, Rheum, Alnus, Betula, Equiseti, Phaseolis, Salvia, Trigonella, Rosmarinus).
- 2002 Védett növények (Gentiana lutea, Angelica archangelica) termesztési lehetőségei a Csíki-medencében
- 2002 EU-követelményeknek megfelelő gyógynövények kísérleti termesztése a Székelyföldön (különböző pedoklimatikus viszonyok esetén)
- 2003 A Dél-Hargita gyógy- és fűszernövényeinek felmérése és hatóanyagtartalmának vizsgálata
- 2005–2007 A Csomád hegységcsoport gyógy- és fűszernövényeinek mennyiségi felmérése
- 2005–2007 A Kelemen-havasok pásztorai által a legeltetési idényben használt gyógynövények
- 2008 A Kárpát-medence illóolaj-tartalmú növényeinek a vizsgálata az MTA-RO AKADÉMIA együttműködése alapján Prof.Dr.Dr. h.c. Máthé Imre vezetésével
- 2009 A Keleti Kárpátokban honos MADÁRBERKENYE-fajok (Sorbus aucupatria) antioxidáns vitamintartalmának vizsgálata a KÉKI együttműködésével

## Nemzetközi kutatási programok
- 1970–1972 A furokumarinok izolálása és szerkezetének megállapítása a Rutaceae család növényeiben, Westfáliai Egyetem, Fitokémiai Tanszék – Münster Illóolaj-komponensek izolálása és meghatározása (Juniperus, Thymus, Artemisia), Westfáliai Egyetem, Fitokémiai Tanszék – Münster
- 1991–1993 Illóolaj-komponensek izolálása és meghatározása (Grindelia sp.), Gyógyszerészeti Intézet – Bonn
- 1992–2003 A Lamiaceae család kemotaxonómiája, MTA Ökológiai és Botanikus Intézet Vácrátót
- 2001 Növényökológiai és fitokémiai tanulmányok a Csíki-medence vadon termő Salvia fajainál, MTA Ökológiai és Botanikus Intézet - Vácrátót
- 2002 Növényökológiai és fitokémiai tanulmányok a Kárpát-kanyarban, MTA Ökológiai és Botanikus Intézet – Vácrátót, Bolgár Tudományos Akadémia – Szófia
- 2002-2008 EU-követelményeinek megfelelő gyógynövények védelme, termesztése és értékesítése MTA, Agrárosztály, Gyepgazdálkodási Bizottság, DAB és Agrofood Research Mikkeli, Finland
- 2007 A Romániai Kárpátokban előforduló ACONITUM speciesek fitokémiai vizsgálta (hatóanyagok izolálása és mennyiségi mérése, termesztési lehetőségek a Keleti-Kárpátokban) Szegedi Orvostudományi Egyetem, Farmakognóziai Intézet

## Díjai, elismerései
- Kabay-díj (Tiszavasvár) – mákkísérletek (1958)
- Egészségügy kiváló dolgozója (1958)
- Munka Érdemrend (1969)
- Humboldt-Docens ösztöndíj (Münster/Westfalia) (1970–1972)
- A Román Akadémia – Emil Racovița díja a Hargita megye gyógy- és fűszernövényei c. könyvért (1981)
- Societatis Pharm Hung. Diploma merit (1983)
- Román Etnobotanikai Társaság (1983)
- Humboldt-Docens ösztöndíj – Bonn (1991–1993)
- Csíkszereda város díszpolgára (1999)
- FEHÉR DANIEL emlékérem fitoterápiában elért kiemelkedő eredményeiért (2005)
- Kiválósági Oklevél / Diploma de Excelenta a Román és Magyar Tudományos Akadémia Közös kutatási eredményeiért – 15 éves jubiláris ülésszak alkalmából (2007)